# Rolfodon bracheri
Chlamydoselachus bracheri
Espèce
Synonymes
- †Chlamydoselachus bracheri Pfeil, 1983

Rolfodon bracheri est une espèce fossile de requins du Miocène.

## Présentation
L'espèce Chlamydoselachus bracheri a été publiée en 1983 par Friedrich Heinrich Pfeil.
Cappetta, Morrison & Adnet (2019) l'ont transféré au genre chlamydoselachidae Rolfodon.

## Publication originale
- (de) Pfeil, « Zahnmorphologische Untersuchungen an rezenten und fossilen Haien der Ordnungen Chlamydoselachiformes und Echinorhiniformes », Palaeo Ichthyologica, 1983, vol. 1, p. 1-315